# Rumic World
Rumic World (jap. るーみっくわーるど, Rūmikku Wārudo) ist eine Sammlung von Manga-Kurzgeschichten der japanischen Mangaka Rumiko Takahashi. Diese entstanden vor allem in der Frühzeit ihrer Karriere, bevor sie Ranma ½ zeichnete. Spätere Kurzgeschichten wurden unter dem Titel Rumiko Theater veröffentlicht.
Rumic World beinhaltet vor allem Komödien. In Japan sind 3 Bände erschienen.
Die drei Geschichten Honō Tripper, The Supergal und Warau Hyōteki wurden auch als OVA umgesetzt. Diese wurde auch auf Englisch übersetzt, Honō Tripper und Warau Hyōteki auch auf Italienisch.

## Bände
1. Band:
  - Honō Tripper (炎トリッパー, Honō torippā, dt. „Flammentourist“): Eine Gasexplosion schickt die junge Suzuko 500 Jahre in die Vergangenheit.
  - The Supergal (ザ・超女, Za sūpāgyaru, dt. „Das Supermädchen“): Dreht sich um eine außerirdische Polizistin und ein reiches Mädchen, das in einer Entführung ihr Glück findet.
  - Katte na Yatsura (勝手なやつら, dt. „egoistisches Pack“): Außerirdische und die Regierung platzieren Bomben in ahnungslosen Menschen.
  - Hara Hara Hōru (腹はらホール): Krieger aus dem mittelalterlichen Japan tauchen in einem Klassenraum auf.
  - Warau Hyōteki (笑う標的, dt. „lachende Zielscheibe“): Yuzuru und Azusa wurden als Kinder verlobt und Azusa versucht alles, damit Yuzuru für immer ihrer ist.
2. Band:
  - Dust Spurt!! (ダストスパート!!, Dasuto Supāto!!): Eine 5-teilige Serie die von einem Paar von motorradfahrenden Regierungsagenten erzählt.
    1. Mister Pū no Maki (ミスター・プーの巻, Mistā Pū no maki, dt. „Kapitel ‚Mister Pū‘“)
    2. Gokiburi wa ikiru, Buta wa shine!! no Maki (ゴキブリは生きろ、ブタは死ね!!の巻, dt. „Kapitel ‚Küchenschabe lebe, Schwein stirb!‘“)
    3. Marin Bōzu ’79 no Maki (マリンボーズ’79の巻)
    4. Yukue Fumeiji no Maki (行方不明路の巻, dt. „Kapitel ‚Vermisstenpfad‘“)
    5. Dust Scene no Maki (ダスト・シーンの巻, Dasuto shīn no maki)

  - Ōgon no Bimbōgami (黄金の貧乏神, dt. „Kapitel: ‚goldene Götter der Armut‘“): Die Eltern eines Jungen wollen mit diesem Geld machen, doch ihnen gelingt es nur die Sieben Glücksgötter zu erreichen, die selbst arm sind.
  - Shōkon (商魂, dt. „Geschäftsgeist“): Eine Frau führt ein Seminar, das einem den schnellen Reichtum verspricht.
3. Band:
  - Kaibyō Min (怪猫･明, dt. „unheimliche Katze Min“): Rumiko Takahashis Erinnerungen, wie sie auf eine Nachbarskatze aufgepasst hat.
  - Yami o kakeru Manazashi (闇をかけるまなざし, dt. „einen Blick in die Dunkelheit riskieren“): Ein Paar freundet sich mit einem kranken Kind und seinem Vogel an.
  - Fūfu (ふうふ): Ein verheiratetes Paar kann den täglichen Stress nur durch ständige Streits miteinander abbauen, bis die Nachbarn sie zum Auszug treiben.
  - Wasurete nemure (忘れて眠れ, dt. „vergessen und schlafen“): Ein Mädchen kann dem Tod mithilfe ihres Liebhaber und einer alten Hexe in Form eines Hundes entrinnen.
  - Warae! Helpman (笑え!ヘルプマン, Warae! Herupuman, dt. „Lächle! Helpman“): Eine Fee verschafft einem Jungen eine beängstigende zweite Persönlichkeit.
  - Sengoku Seito-kai (戦国生徒会, dt. „Sengoku-Schülerversammlung“): Schülerräte bekriegen sich wegen eines Stempels.
  - Warera Gammen Nakama (われら顔面仲間, dt. „wir Gesichtsfreunde“): Ein Mann kann seine Erscheinung nach Belieben ändern und gründet einen „Klub des Verkleidens“.